# Titanosaurus indicus
Titanosaurus indicus es una especie dudosa del género extinto Titanosaurus (gr. "reptil titánico") de dinosaurio saurópodo titanosauriano, que vivió a finales del período Cretácico hace aproximadamente 70 millones de años, en el Maastrichtiense, en lo que es hoy el Subcontinente indio. Las vértebras del holotipo fueron descubiertas durante una exploración a Jabalpur en 1828 por el capitán William Henry Sleeman del ejército de la Compañía de las Indias Orientales. La suya fue una de las muchas exploraciones de fósiles realizadas inicialmente por personal del ejército, médicos y sacerdotes que los encontraron por casualidad simplemente por ser "bastante alfabetizados y móviles en ese momento". Tropezó con las vértebras en Bara Simla Hill, cerca de un taller de carruajes de armas del ejército británico, mientras buscaba madera petrificada. Sleeman, empleado del ejército de Bengala, consideró los huesos como curiosidades. Le dio dos piezas vertebrales al cirujano G. G. Spilsbury, que tenía un consultorio en Japalpur y que también excavó un hueso él mismo. Spilsbury envió los fósiles en 1832 al anticuario James Prinsep en Calcuta, quien se dio cuenta de que eran huesos fosilizados y luego los envió de regreso a Sleeman. En 1862, Thomas Oldman , el primer director del recién establecido Servicio Geológico de la India, transfirió las vértebras de Japalpur a Calcuta y las agregó a la colección del Museo Indio. Allí, los huesos fueron estudiados por el supervisor de la Encuesta, Hugh Falconer, quien concluyó que eran huesos de reptiles.  Después de la muerte de Falconer, Richard Lydekker describió las vértebras como una nueva especie de reptil conocida como Titanosaurus indicus.
Los restos conocidos de T. indicus generalmente se consideraban perdidos e imposibles de rastrear a fines del siglo XX, por lo tanto, en 2010, Matthew Carrano estableció un molde basado en ilustraciones que Lydekker hizo en 1877, como plastotipo de reemplazo, con el número de inventario NHMUK 40867. Sin embargo, eso resultó ser un poco prematuro. A principios del siglo XXI, el paleontólogo indio Dhananjay Mohabey entendió que tales especímenes se habían perdido solo porque no se había realizado un inventario serio de las colecciones durante generaciones. Por lo tanto, comenzó el proyecto Estudio de fósiles de tetrápodos del Cretácico superior de la Formación Lameta con el apoyo de la Universidad de Míchigan, con uno de los objetivos principales de localizar ejemplares perdidos. En este contexto, él y Subhasis Sen recuperaron una de las vértebras holotipo el 25 de abril de 2012. Resultó estar en un lote de fósiles que había dejado Lydekker en 1878 y que se había perdido hasta entonces, razón por la cual no se le había asignado ningún número de inventario oficial del GSI. Parte de los fósiles que Lydekker asignó al espécimen tipo de T. indicus, que formaba una serie de sintipos , era un fémur de 1,5 metros de largo que había sido excavado en el mismo lugar en 1871 o 1872 por Henry Benedict Medlicott, el espécimen GSI K22/754.  En 1933, Charles Alfred Matley y Friedrich von Huene lo reasignaron a Antarctosaurus septentrionalis, que se trasladó al nuevo género Jainosaurus en 1995.